# Округ Барбер (Канзас)
Округ Барбер (енгл. Barber County) је округ у америчкој савезној држави Канзас. По попису из 2010. године број становника је 4.861. Седиште округа је град Медисин Лоџ.

## Демографија
Према попису становништва из 2010. у округу је живело 4.861 становника, што је 446 (8,4%) становника мање него 2000. године.
| Група             | 2000.         | 2010.         |
| Белци             | 5.105 (96,2%) | 4.608 (94,8%) |
| Афроамериканци    | 20 (0,4%)     | 22 (0,5%)     |
| Азијати           | 5 (0,1%)      | 20 (0,4%)     |
| Хиспаноамериканци | 107 (2,0%)    | 119 (2,4%)    |
| Укупно            | 5.307         | 4.861         |